# West Hills, Pennsylvania
West Hills är en så kallad census-designated place i Armstrong County i Pennsylvania. Vid 2020 års folkräkning hade West Hills 1 228 invånare.